# Валленборн
Валленборн (нем. Wallenborn) — община в Германии, в земле Рейнланд-Пфальц. 
Входит в состав района Вульканайфель. Подчиняется управлению Даун.  Население составляет 427 человек (на 31 декабря 2010 года). Занимает площадь 8,32 км².